# Хапи
Хапи, Некхебетин муж, био је веома важно египатско божанство, бог Нила, посебно поплаве, његове присталице су га обожавале и био је чак и изнад Бога Ра, због мишљења да без сунца Египћани могу живети у тами, али без Нила ће помрети.
Веровало се да су Хапијев извор била два вртлога у пећинама на острву Елепхантине. На његовом путовању замишљен је како тече кроз подземни свет, кроз небеса и онда кроз Египат.
Био је одговоран за појење ливада доношење јутарње росе. Али најважније је да је доносио плодне поплаве.

## Представљање
Хапи је обезбеђивао храну и воду за исхрану и за понуде боговима.
Као Бог плодности придружен је Озирису.
Представља се као човек са брадом обојеном плаво или зелено, са женским грудима, наговештавајући његове моћи исхране. Као Бог северног Нила, носи биљке папируса на глави и као Бог јужног Нила - биљке лотоса.
Често се приказивао и како носи понуде хране или како сипа воду из вазе. Понекад је насликан нудећи две биљке и две вазе што симболише Горњи и Доњи Египат.
Његово име често се меша са именом Хорусовог сина који се зове Хапy.